# ОПОЯЗ
ОПОЯ́З (на руски: Общество изучения поэтического языка),  съкратено от Общество за изследване на поетическия език, е научна група от теоретици и историци на литературата, лингвисти, стиховеди – представители на така наречената „формалистка школа“, просъществувало от 1916 г. до втората половина на 1920-те. Самата „формалистка школа“ оцелява до началото на 1930-те години и оказва съществено влияние върху литературната теория и семиотиката.

## Участници и платформа
ОПОЯЗ е известното в литературата, литературната теория и критика съкращение, което според едни източници в теория на литературата означава Общество за изследване на поетическия език, а според други – Общество за изследване на теорията на поетическия език, ОПОЯЗ е полуформален литературен и лингвистичен научен кръг и школа, формирана около 1916 г. от група лингвистични и литературни теоретици, и историци на литературата, начело с Виктор Шкловски, Борис Ейхенбаум, включително Юрий Тинянов, както и лингвистите Роман Якобсон, Евгений Поливанов, Лев Якубински, и стиховедите С. И. Бернщейн, Осип Брик.
С ОПОЯЗ е свързан поетическия автор Владимир Маяковски, тъй като в началото на своето развитие ОПОЯЗ е свързан и с футуристите. По-късно някои членове на групата влизат в нетолкова известната група ЛЕФ (на руски: Левый фронт искусств), ръководена от Маяковски.
В различни години в работата на ОПОЯЗ взимат участие или са близки до него също нетолкова известните автори А. Л. Векслер, Борис Ларин, Владимир Пяст, Лидия Гинзбург, Елизавета Полонска, Адриан Пиотровски, Михаил Слонимски, Виктор Жирмунски, Лев Щерба, Борис Казански, Виктор Ховин, В. Г. Корди, Борис Томашевски и др.
Като манифести на ОПОЯЗ обикновено се приемат ранните студии на и „Изкуството като похват“ на Шкловски (1917),  „Възкресяването на думата“ (1914), в които се издига тезата за изкуството като сбора от похвати на художника, и особено анализът на Шинел от Гогол . Различните участници в работата на ОПОЯЗ в различните периоди на работата на школата и на това руско литературно общество поддържат формалистките идеи в теория на литературата и в различна степен тази теза (от последователното ѝ прокарване от самия Шкловски през съществените уточнения и допълнения на Тинянов до пълното ѝ отхвърляне от Томашевски).

## Критика
През 20-те години на XX век и по-късно формалисткият метод в литературознанието е подлаган отначало на жестока критика (напр. глава от книгата на Лев Троцки „Литературата и революцията“ (1923), специално посветена на формализма), а след това на жестоки гонения от страна на комунистическите идеолози и на официозното литературознание.

## Виж още
- Формализъм